# Corynocarpus cribbianus
Corynocarpus cribbianus är en tvåhjärtbladig växtart som först beskrevs av Frederick Manson Bailey, och fick sitt nu gällande namn av L. S. Smith. Corynocarpus cribbianus ingår i släktet Corynocarpus, och familjen Corynocarpaceae. Inga underarter finns listade i Catalogue of Life.